# Nagroda im. Gieorgija Plechanowa
Nagroda im. Gieorgija Plechanowa – radziecka i rosyjska nagroda naukowa przyznawana co trzy lata za wybitne osiągnięcia w dziedzinie filozofii. Wprowadzona została w 1969 roku i była przyznawana przez Akademię Nauk ZSRR. Od 1994 nagrodę przyznaje Rosyjska Akademia Nauk. Nagrodę nazwano na cześć Gieorgija Plechanowa.

## Laureaci Nagrody im. Gieorgija Plechanowa
- 1980: Teodor Ojzerman za książkę Główne nurty filozoficzne (ros. Главные философские направления)[3]
- 1983: Mark Mitin za książkę Idee Lenina i współczesność (ros. Идеи В. И. Ленина и современность)[3]